# کرک کشمیری
کرک کشمیر که به تنهایی کشمیر هم گفته می‌شود، نوعی از الیاف است که از بز کشمیر و دیگر بزها به دست می‌آید. کشمیر بافتی ظریف، محکم، سبک و لطیف دارد و پوشاک‌های تهیه شده از آن دارای کیفیت بی‌نظیری هستند.

## تاریخچه پارچه کشمیری
تاریخچه این پارچه در مغولستان و کشمیر به زمانهای دور برمی گردد. شواهد این پارچه مربوط سه قرن پیش از میلاد مسیح و حتی شاید قبل تر از آن می‌باشد.
معامله با ترکستان پشم کشمیری را به خاورمیانه رساند و از آنجا به اروپا و جاهای دیگر رفت. پشم کشمیری بویژه در فرانسه مشهور شد و تاجران به سختی تلاش می‌کردند تا آن را به بازار اروپا ارسال کنند.
در قرن ۱۹، تولید پشم کشمیری یک صنعت بزرگ در اروپا شد و معامله محصولات این پشم سود اقتصادی به همراه داشت. تا امروز، گله‌های بزهای کشمیری در آسیای میانه از معامله پشم کشمیری سود می‌برند.

## ویژگی‌ها
کشمیر با الیاف نرم و لطیفش شناخته می‌شود که به صورت طبیعی پوششی سبک و بدون پرز را فراهم می‌آورد.
این الیاف به سادگی در همه حالات مختلف قابل استفاده بوده و به شکل نخ‌های سبک یا سنگین تنیده می‌شوند.
کشمیر رنگرزی نشده یا همان رنگ طبیعی آن، سفید، خاکستری و قهوه ایهای مختلف است.
همچنین پشم آنگورا را نیز به اسم کشمیر می‌شناسند.

## طریقهٔ نگهداری
کشمیر یکپارچه طبیعی است. کشمیر را می‌توان در ماشین‌لباسشویی با یک مایع شوینده مناسب، در آب سرد شست. باید روی سطح صاف پهن شود تا به صورت طبیعی خشک شود. گوله‌گوله شدن الیاف نیز بر اثر مالش الیاف کشمیر در زمان پوشیده شدن به وجود می‌آید که می‌توان آن‌ها را با یک شانه مخصوص از پارچه جدا کرد.